# Epictia striatula
Epictia striatula là một loài rắn trong họ Leptotyphlopidae. Loài này được Smith & Laufe mô tả khoa học đầu tiên năm 1945.